# الملحة (بني سعد)

تعديل مصدري - تعديل

الملحة هي إحدى قرى عزلة الجعافره الشرقى بمديرية بني سعد التابعة لمحافظة المحويت، بلغ تعداد سكانها 431 نسمة حسب تعداد اليمن لعام 2004.